# چارلز هایدر
 چارلز هایدر (انگلیسی: Charles Hyder؛ زاده ۱۸ آوریل ۱۹۳۰  – درگذشته ۸ ژوئن ۲۰۰۴) یک فیزیک‌دان اهل ایالات متحده آمریکا بود.